# Elvis Is Back!
Az 1960-as Elvis Is Back! Elvis Presley tizedik nagylemeze, egyben első sztereó albuma. A Top Pop Albums listán a 2. helyig jutott. Ahogyan címe is sugallja, Elvis hadseregből való leszerelése után felvett anyagot tartalmaz. Szerepel az 1001 lemez, amit hallanod kell, mielőtt meghalsz című könyvben.

## Az album dalai
| 1. | Make Me Know It            | Otis Blackwell                              | március 20. | 1:58 |
| 2. | Fever                      | John Davenport és Eddie Cooley              | április 3.  | 3:31 |
| 3. | The Girl of My Best Friend | Beverly Ross and Sam Bobrick                | április 3.  | 2:21 |
| 4. | I Will Be Home Again       | Bennie Benjamin, Raymond Leveen, Lou Singer | április 3.  | 2:33 |
| 5. | Dirty, Dirty Feeling       | Jerry Leiber és Mike Stoller                | április 3.  | 1:35 |
| 6. | Thrill of Your Love        | Stan Kesler                                 | április 3.  | 2:59 |

| 1. | Soldier Boy                   | David Jones és Theodore Williams Jr. | március 20. | 3:04 |
| 2. | Such A Night                  | Lincoln Chase                        | április 3.  | 2:58 |
| 3. | It Feels So Right             | Fred Wise és Ben Weisman             | március 20. | 2:09 |
| 4. | Girl Next Door Went a-Walking | Bill Rice és Thomas Wayne            | április 3.  | 2:12 |
| 5. | Like A Baby                   | Jesse Stone                          | április 3.  | 2:38 |
| 6. | Reconsider Baby               | Lowell Fulson                        | április 3.  | 3:39 |

## Közreműködők
- Elvis Presley – ének, gitár
- Scotty Moore – elektromos gitár
- Hank Garland – gitár, basszusgitár
- Floyd Cramer – zongora
- Bob Moore – basszusgitár
- D. J. Fontana – dobok
- Buddy Harman – dobok
- The Jordanaires – háttérvokál
- Boots Randolph – szaxofon
- Charlie Hodge – gitár, ének az I Will Be Home Again-en